# Liste der Naturdenkmale in Kölbingen
Die Liste der Naturdenkmale in Kölbingen nennt die im Gemeindegebiet von Kölbingen ausgewiesenen Naturdenkmale (Stand 13. Juni 2024).

## Naturdenkmale
| Nr.         | Bezeichnung               | Lage                                                   | Beschreibung | Bild                                    |
| ----------- | ------------------------- | ------------------------------------------------------ | ------------ | --------------------------------------- |
| ND-7143-498 | Einzelstehende alte Linde | Schönberg, südlich des Ortes; Flur Hasselbeckchen Lage | Tilia sp.    | Direkt Bild zu diesem Denkmal hochladen |